# هلام واق من النار

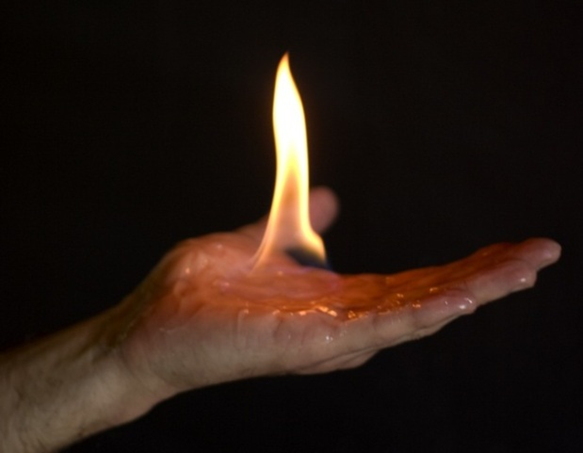
جل مضاد-الحرائق موضوع في اليد ليحمي اليد من الاحتراق.

هلام واقي من النار جل شبيه جداً بالفازلين ويتكون من بودرة سلاش يستخدم للحماية من الاحتراق مثل في الغابات التي يوجد فيها كثير من الحرائق وكذلك تستخدم في صناعة الافلام.

## استخداماته
اثناء حرائق الغابة العامة للتلال السود بأمريكا تقريباً كل البيوت استخدمت هذا الجل لتحفظ البيوت من الحرائق بينما البيوت التي لم تستخدم هذا الجل فاحترقت بالكامل

هذه الجل مفيدة اثناء التمثيل في الافلام لتحميه من الاحتراق. حيث يضعونه في جسد الشخص ثم يضعون فوق الجل بعض البترول القابل للاشتعال ثم عندما يكون التصوير جاهز يقومون بإشعال النار.